# Masacre de Kukawa de 2015
La masacre de Kukawa de 2015 fue un ataque terrorista perpetrado el 1 de julio de 2015 por Boko Haram en la aldea de Kukawa, en el estado de Borno (Nigeria), y mataron a 97 personas. Según un alto funcionario anónimo del gobierno, los militantes atacaron mezquitas, que creían que enseñaban una forma de Islam que era demasiado moderada.
Después de matar a decenas de personas en las mezquitas, principalmente hombres y niños, los pistoleros comenzaron a entrar en las casas cercanas y mataron a muchos de los habitantes, incluidos mujeres y niños. Al día siguiente, 2 de julio de 2015, hombres armados mataron a 48 personas más en dos aldeas cercanas a Monguno en el mismo estado. Al menos 17 personas también resultaron heridas en los ataques.